# Ehemaliges Kriegerehrenheim Küppersteg

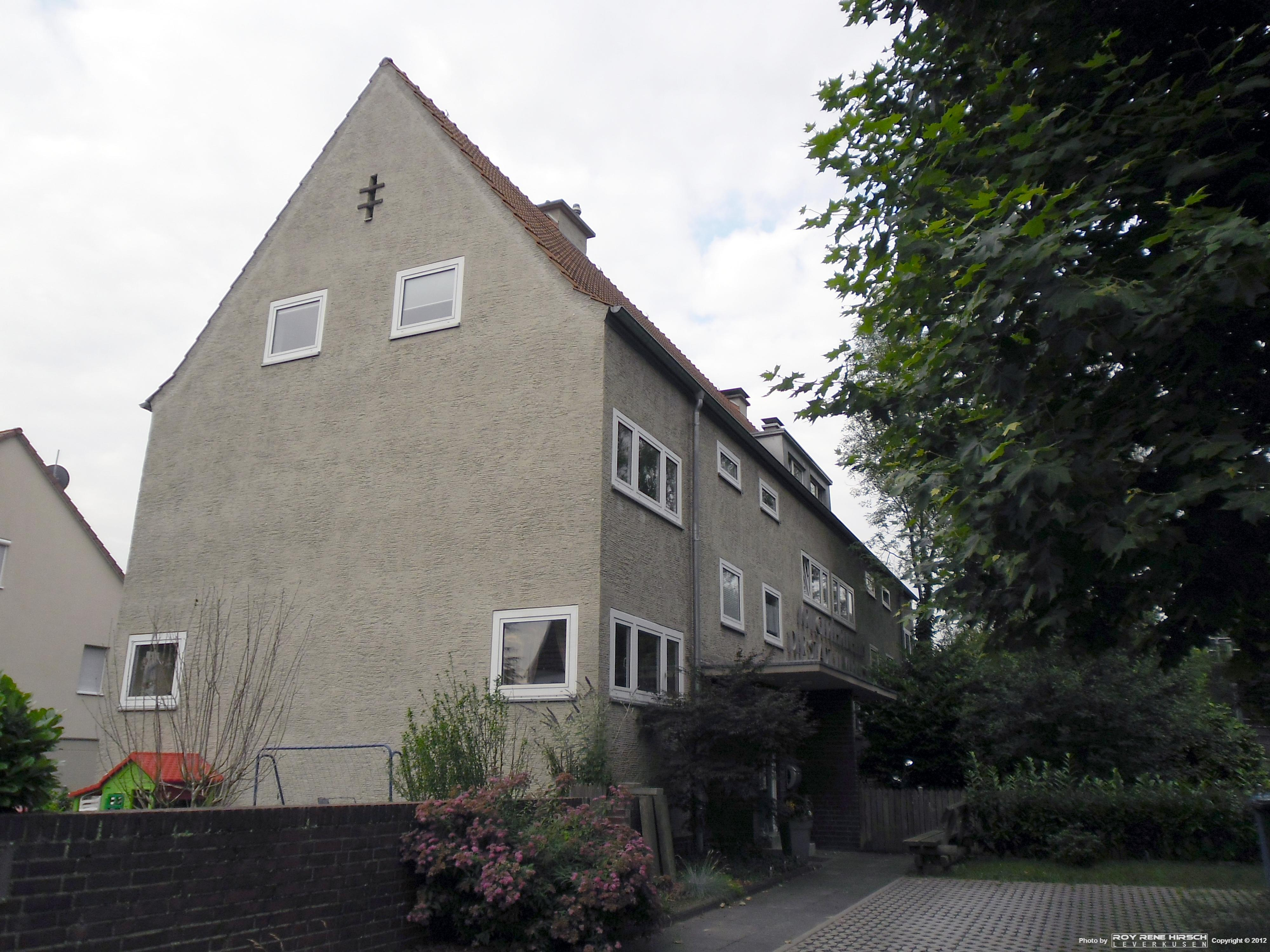
Ehemaliges Kriegerehrenheim

Das ehemalige Kriegerehrenheim im Leverkusener Stadtteil Küppersteg wurde zwischen 1930 und 1931 von dem Architekten Wilhelm Fähler, zuvor Wiesdorfer Gemeindebaumeister und Teilhaber der Wiesdorfer Bauwerkstätten, als Wohngebäude für Kriegsversehrte und Hinterbliebene des Ersten Weltkriegs erbaut. Die Original-Baupläne vom Juni 1930 zeigen, dass das Gebäude nahezu im Originalzustand erhalten ist.

## Gebäudenutzung
Errichtet wurde das Kriegerehrenheim von der Stadt Leverkusen als modernes Reihenhaus mit vier Wohneinheiten anstelle eines klassischen Ehrenmals für die Opfer des Ersten Weltkrieges. Nach einer Trocknungszeit von nur vier Wochen zogen am 1. April 1931 zwei Familien von Schwerkriegsgeschädigten und zwei Familien von Hinterbliebenen ein. Damals wurden Gebäude noch durch die erstmalige Nutzung „trocken gewohnt“.

## Baubeschreibung und äußere Ausstattung

### Giebel und Dach
Der freistehende und lang gestreckte zweigeschossige Massivbau besitzt ein steiles mit naturroten Doppelmuldenfalzziegeln gedecktes Satteldach. Die Traufen und Ortgänge haben einen geringen Dachüberstand. Innerhalb des Firstes befinden sich verputzte Kamine, in denen das Haus seinen Abschluss findet.
Die Giebel besitzen vier Zimmerfenster und ein schießschartenartiges Fenster mit Ziegelsteinunterteilung im Spitzbodenbereich. Die Flügelmauern an den beiden Giebelseiten sind aus denselben Klinkern gefertigt wie der Sockel und die Eingangseinfassungen.

### Fassaden
Auf der straßenseitigen und rückwärtigen Fassade, von denen jede achsensymmetrisch gestaltet wurde, ist jeweils eine verzinkte Flachdachgaube mittig angeordnet. Der gesamte Bau ist mit einem unregelmäßig gekämmten, beigefarben gestrichenen Putz über einem durchlaufenden Sockel aus rot-braunen Klinkersteinen versehen. Zwei vorspringende Trennwände zwischen zwei Hauseingängen, auf denen ein flaches Betonvordach aufliegt, sind aus demselben Material gefertigt. Analog zur Fassade haben die Stirn- und Unterseiten der beiden Vordächer gekämmte Putzoberflächen.
Auf der straßenseitigen Fassadenmitte des Gebäudes findet man zwischen dem Erdgeschoss und ersten Obergeschoss den bauzeitlich erhaltenen zweizeiligen Schriftzug „Kriegerehrenheim der Stadt Leverkusen“ aus zusammengesetzten schmiedeeisernen Buchstaben, die anthrazitfarben gestrichen sind. Diese Fassadeninschrift erinnert daran, dass das Wohngebäude eines der ersten Bauprojekte der im Jahre 1930 entstandenen Stadt Leverkusen war.

### Fenster und Türen
Zur Straße hin gibt es vier paarweise angeordnete Hauseingänge zu den dahinter liegenden Wohnungen. Die grün-weißen massiven Holzeingangstüren besitzen einen Glaseinsatz mit anthrazitfarbenen Fenstergittern. Den Türen sind zwei grau-weiße Terrazzo-Blockstufen vorgelagert. Neben den Hauseingangstüren befindet sich jeweils ein schießschartenartiges weißes WC-Fenster mit Zinkfensterbank, das aus der Erbauungszeit erhalten ist. Ebenfalls bauzeitlich erhalten sind Flacheisen in Bodennähe, die als Schuhabstreifer dienen.
Zu den Wohnräumen gehören horizontal ausgerichtete weiße Fenster, die drei- bzw. einteilig gestaltet sind. Die bauzeitlichen Holzsprossenfenster mit Viererteilung wurden später durch Kunststofffenster ersetzt. Die rückwärtige Fassade besitzt mittig zwei vierteilige Holzfenstertüren, die im Rahmen der Instandsetzungsarbeiten an den Fassaden eingebaut wurden. Die bauzeitlich erhaltenen Rahmenfüllungstüren haben waagrechte Füllhölzer und eine durch Sprossen geteilte Einfachverglasung im oberen Teil. Die straßenseitigen Kellerfenster sind mit Lüftungsgittern, die gartenseitigen mit Fensterkreuzen aus Flacheisen vergittert. Die Kellerfenster und die Gartentüren besitzen schmale Faschen aus Glattputz.

### Gartenzugänge

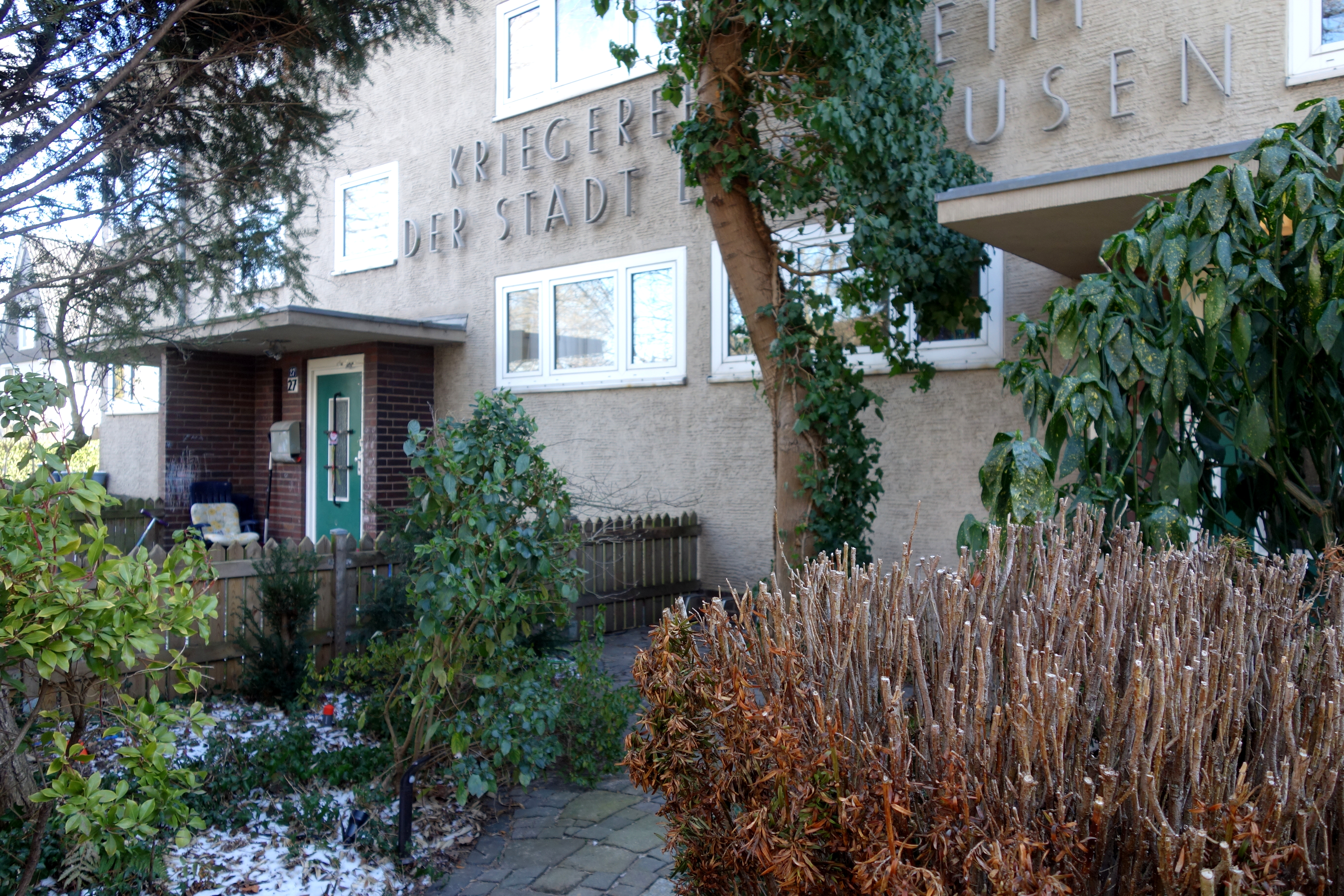
Straßenseitiger Vorgarten

Die rückseitig angelegten Gärten sind über jeweils eine Kellerausgangstür pro Wohneinheit zu erreichen. Straßenseitig befinden sich Zuwegungen durch kleinere Vorgärten, die zum Bürgersteig mit einer Ziegelrollschicht abgrenzt sind.

## Innenausstattung
Die Grundrissaufteilung des ehemaligen Kriegerehrenheims entspricht den Bauplänen von 1930. Die vier Wohnungen für Kriegsversehrte und Hinterbliebene sind vertikal vom Keller bis zum Spitzboden nebeneinander angeordnet.
Das Gebäude ist ein aus vier Einzelhäusern bestehendes Reihenhaus mit einer Vollunterkellerung aus Ziegelsteinen, obwohl es von außen wie ein Geschosswohnungsbau aussieht. Über die Hauseingangstür gelangt man zu einem kleinen Windfang mit terrakottafarbenen sechseckigen Steingutfliesen. Im seitlichen Eingangsbereich befindet sich ein kleines WC. Das Hauptwohngeschoss mit Wohnküche, Küche und Zimmer liegt in einem Hochparterre und ist über eine Treppe aus Terrazzoblockstufen mit seitlichen Randfliesen aus Steingut zu erreichen. An den Stirnseiten ist die grau-weiße Oberfläche der Stufen scharriert.
Vom Hochparterre aus erreicht man über die im Flur seitlich angeordnete Treppe die oberen Geschosse mit straßenseitigen Zwischenpodesten. Die Holzwangentreppe besteht aus unterschiedlichen Holzarten mit seitlicher Sockelleiste. Die aus Nadelhölzern gefertigten gestrichenen Geländer sind mit rechteckigen Füllstäben ausgestattet. Die Treppen besitzen im Hochparterre einen quadratischen Pfosten mit einer aufgesetzten Holzkugel, in den oberen Geschossen bildet eine Bohle den Geländereckstiel. Über die Treppe erreicht man das erste Obergeschoss. Straßenseitig befindet sich ein Zimmer und gartenseitig ein Zimmer mit Bad.
Das Dachgeschoss hat einen ähnlichen Grundriss. Über eine Nebentreppe erreicht man einen Lagerraum im Spitzboden.
In sämtlichen Wohngeschossen ist noch der originale Nadelholzdielenbelag mit Sockelleiste auf Stahlbetondecken erhalten, ebenso die Türrahmen und vereinzelt auch die Türblätter.

## Baudenkmal
Zwischen 2003 und 2005 wurde das Ehemalige Kriegerehrenheim saniert und privatisiert. Im Zuge dieser Maßnahmen wurde es am 20. Oktober 2004 unter der Nummer 322 in die Liste der Baudenkmäler in Leverkusen eingetragen.